# Merna Kennedy
Merna Kennedy, nome d'arte di Merna Kahler (Kankakee, 7 settembre 1908 – Los Angeles, 20 dicembre 1944), è stata un'attrice statunitense.

## Biografia
Nata nell'Illinois, a Kankakee, nel settembre 1908, figlia di Maude Reed e di John Kahler, i suoi genitori si separarono poco dopo la sua nascita. Sua madre si trasferì nel 1913 con i figli Bud e Merna in California, dove Merna si avvicinò al mondo dello spettacolo con il fratello, come attrice di vaudeville, inoltre studiò danza e si fece una qualche fama come ballerina. Nel 1919 la madre si risposò a Los Angeles con Thomas Kennedy, un commerciante di frutta e verdura, da cui Merna prese il cognome col quale si fece conoscere nel mondo del cinema.
A quel mondo fu introdotta da Lillita MacMurray, sua amica e compagna della scuola di danza fin dal 1916. Lillita, attrice nota come Lita Grey, aveva conosciuto e sposato nel 1924 Charlie Chaplin e fu lei a segnalare al marito l'amica Merna Kennedy per la parte di protagonista nel film Il circo, invitandolo a vederla recitare a Los Angeles nella commedia musicale All For You. Il film, uscito nel 1928, è rimasto il più importante nell'intensa ma breve carriera di Merna Kennedy.
Nel 1929 uscì il secondo film interpretato da Merna, il musical Broadway, che ebbe un notevole successo, così che la casa di produzione Universal la volle insieme al protagonista maschile Glenn Tryon in altri tre film. Dal 1930 al 1934, l'anno in cui lasciò il cinema, recitò in 24 film: in uno di questi, Wonder Bar (1934), conobbe il coreografo Busby Berkeley e lo sposò il 10 febbraio, prima ancora che il film raggiungesse le sale, ma il matrimonio durò soltanto un anno.
Si risposò il 16 dicembre 1944 con il sergente Forrest Brayton, tornato dal servizio militare nel fronte del Pacifico, ma anche questo matrimonio fu brevissimo: Merna Kennedy morì quattro giorni dopo per un attacco cardiaco. È sepolta nell'Inglewood Park Cemetery di Los Angeles.

## Filmografia

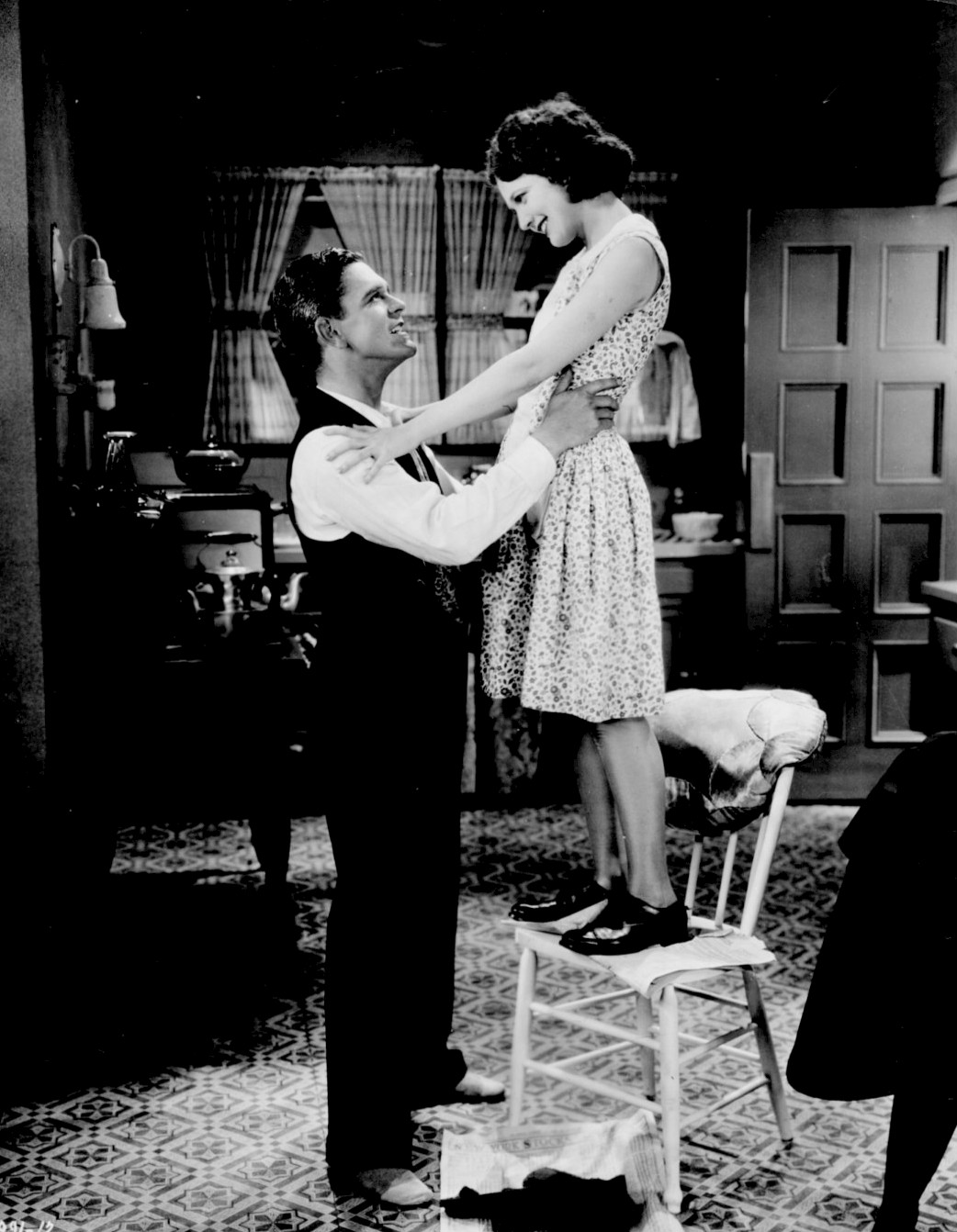
Con Glenn Tryon in Skinner Steps Out (1929)

- Il circo (The Circus), regia di Charlie Chaplin (1928)
- Broadway, regia di Paul Fejos (1929)
- Barnum Was Right, regia di Del Lord (1929)
- Skinner Steps Out, regia di William James Craft (1929)
- The Rampant Age, regia di Phil Rosen (1930)
- Embarrassing Moments, regia di William James Craft (1930)
- Il re del jazz (The King of Jazz), regia di John Murray Anderson (1930)
- Worldly Goods, regia di Phil Rosen (1930)
- Midnight Special, regia di Duke Worne (1930)
- Stepping Out, regia di Charles Reisner (1931)
- The Gay Buckaroo, regia di Phil Rosen (1931)
- Lady with a Past, regia di David H. Griffith (1932)
- Ghost Valley, regia di Fred Allen (1932)
- Come On, Tarzan, regia di Alan James (1932)
- The All-American, regia di Russell Mack (1932)
- Red-Haired Alibi, regia di Christy Cabanne (1932)
- Laughter in Hell, regia di Edward L. Cahn (1933)
- Troppa armonia (Emergency Call), regia di Edward L. Cahn (1933)
- Easy Millions, regia di Fred C. Newmeyer (1933)
- Don't Bet on Love, regia di Murray Roth (1933)
- I Love That Man, regia di Harry Joe Brown (1933)
- Arizona to Broadway, regia di James Tinling (1933)
- Police Call, regia di Phil Whitman  (1933)
- The Big Chance, regia di Albert Herman (1933)
- Son of a Sailor, regia di Lloyd Bacon (1933)
- Wonder Bar, regia di Lloyd Bacon  (1934)
- Jimmy il gentiluomo (Jimmy the Gent), regia di Michael Curtiz (1934)
- I Like It That Way, regia di Harry Lachman (1934)